# Доласетрон
Доласетрон (англ. Dolasetron) — лекарственное средство, которое используется для предотвращения тошноты и рвоты, связанных с цитотоксическими эффектами химиотерапии. Доласетрон назначается в виде таблеток или инъекций.
Его главный эффект заключается в снижении активности блуждающего нерва, который активизирует рвотный центр в продолговатом мозге. Этот препарат не оказывает никакого влияния на рецепторы дофамина или мускариновых рецепторов.
Общими побочными эффектами при использовании препарата в период химиотерапии являются головная боль, утомляемость и диарея. Препарат выводится из организма через печень и почки.